# De Weere (Hollands Kroon)
De Weere (Westfries: De Weare) is een buurtschap in de gemeente Hollands Kroon in de provincie Noord-Holland.
De Weere ligt net ten noorden van Lutjewinkel en ten zuiden van Barsingerhorn. Formeel valt de plaats onder Lutjewinkel. De Weere is van oorsprong agrarisch, maar in de loop van de 20e eeuw is er ontwikkeling gekomen van gewone bewoning naast agrarische bewoning. Aan het oostelijke kant van De Weere en Lutjewinkel ligt de Weere Polder die tot aan Kolhorn loopt. In 2002 had De Weere ongeveer 60 à 70 inwoners.
In De Weere is nog een stukje van de trambaan Schagen - Wognum overgebleven. Het overgebleven deel was onderdeel van de Halte Weere. Deze halte en trambaan was in gebruik genomen op 30 oktober 1898 en werd voor het laatst gebruikt op 31 januari 1930. Het overblijfsel is nu een monument aan de trambaan.
Tot 31 december 2011 behoorde De Weere tot de gemeente Niedorp die per 1 januari 2012 in een gemeentelijke herindeling is samengegaan tot de gemeente Hollands Kroon.

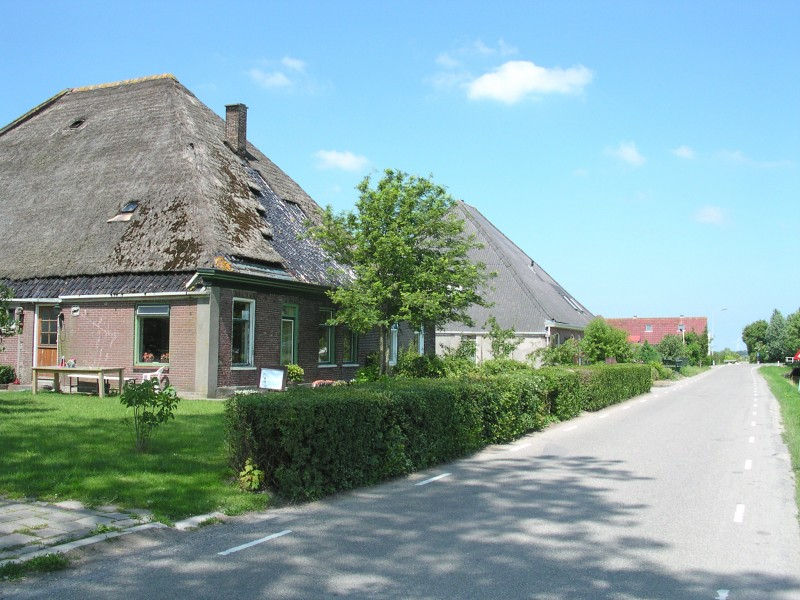
De Weere
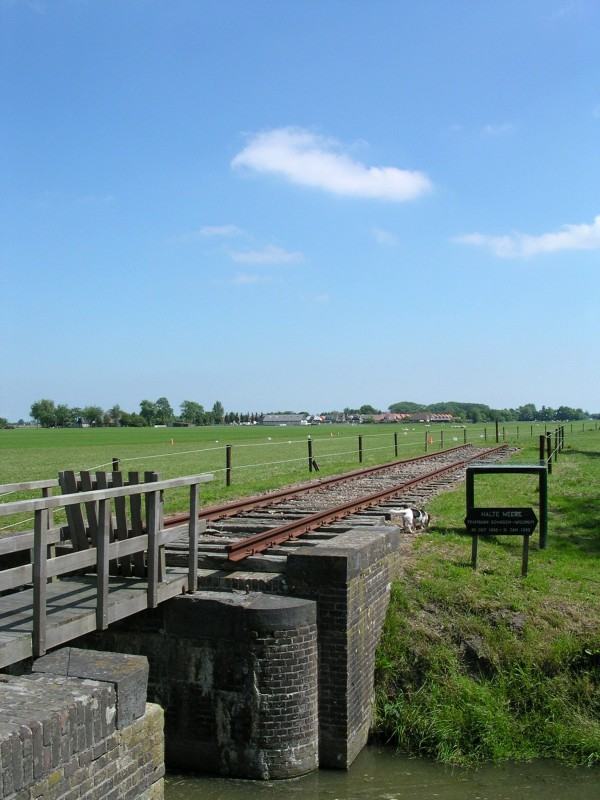
Het overblijfsel en monument van trambaan Schagen - Wognum
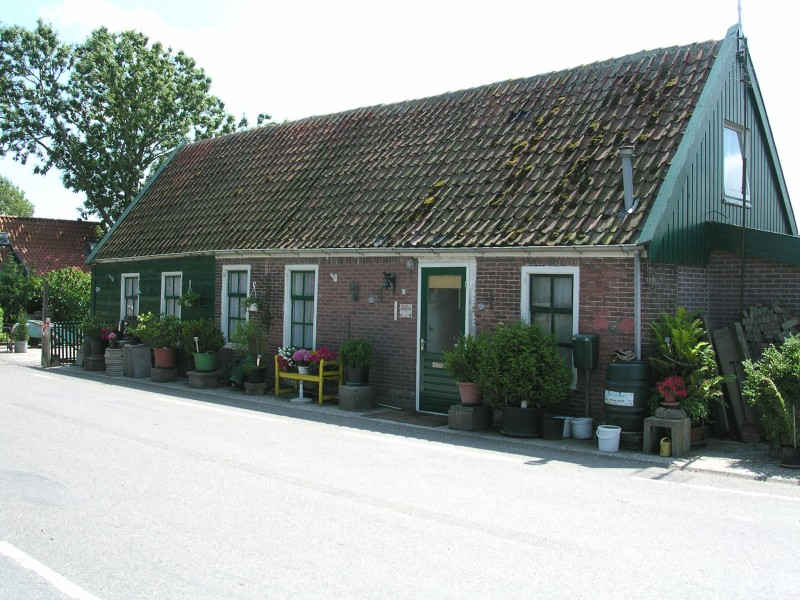
Oud huis in De Weere

Dorpen en gehuchten: Anna Paulowna · Barsingerhorn · Breezand · Den Oever · Haringhuizen · Hippolytushoef · De Haukes · Kleine Sluis · Kolhorn · Kreil · Kreileroord · Lutjewinkel · Middenmeer · Moerbeek · Nieuwe Niedorp · Nieuwesluis · Oosterklief · Oosterland · Oude Niedorp · Slootdorp · Smerp · Stroe · De Strook · Terdiek · Tolke (deels) · Van Ewijcksluis · Vatrop · 't Veld · Verlaat (deels) · Westerklief · Westerland · Wieringerwaard · Wieringerwerf · Winkel · Zijdewind

Buurtschappen: Blokhuizen · Dam · De Belt · De Bomen · De Elft · Emaus · Gelderse Buurt · De Gest · Groetpolder · Hanedoes · De Heid · De Hoelm · Hogebieren · Hollebalg · De Kampen · Langereis (deels) · De Leijen · Lutjekolhorn · Mientbrug · Noord-Stroe · Noordburen · Noorderbuurt · De Normer · Poolland · Spoorbuurt · Tin · Vennik (deels) · Wateringskant · De Weel (deels) · De Weere · Westeinde  · Zandburen

Noord-Holland: Steden en dorpen    Nederland: Provincies · Gemeenten